# 束 (位相幾何学)
数学において、束（そく、英: bundle）はファイバー束の一般化であり、局所的な積構造の条件が落ちている。局所的な積構造の条件は束が位相を持っているから定義できる。この条件がないために、より一般的な対象を束と考えることができる。例えば、E と B が集合であるときに束 π: E → B を考えることができる。ファイバー束のときにはファイバーはすべて同型（ベクトル束のとき）および同相でなければならなかったが、束においては逆像 π−1(x) がすべて同じように見えるということはもはや、正しくない。

## 定義
束とは、集合 E, B と写像 p: E → B からなる三つ組 (E, p, B) である。
- E を全空間 (total space) と呼ぶ
- B は束の底空間 (base space) である
- p は射影 (projection) である

束のこの定義はかなり条件が弱い。例えば、空写像は束を定義する。それにも関わらず、基本的な用語を導入するために十分使うことができ、すべてのタイプの束は上記を満たす束にさらに条件を課したもので、通常さらなる構造を持つ。
各 b ∈ B に対して、p−1(b) は束の b 上のファイバー (fiber, fibre) である。
束 (E*, p*, B*) が (E, p, B) の部分束 (subbundle) であるとは、B* ⊂ B, E* ⊂ E かつ p* = p|E* なることをいう。
断面 (cross section) とは写像 s: B → E であって、各 b ∈ B に対して p(s(b)) = b すなわち s(b) ∈ p−1(b) を満たすもののことである。

## 束対象
より一般に、束あるいは束対象 (bundle object) は任意の圏において定義することができる。圏 C において、束とは単にエピ射 π: E → B のことである。圏が具体圏でなければ、写像の原像の概念は利用可能とは限らない。したがってこれらの束はファイバーを全く持たないかもしれないが、十分よく振る舞う圏ではそうならない。例えば、引き戻しと終対象 1 を持つ圏では、B の点は射 p: 1 → B と同一視でき、p のファイバーは p と π の引き戻しとして得られる。B 上の束の圏は B 上の対象の スライス圏 (C↓B) の部分圏であり、一方固定された基底対象を持たない束の圏はコンマ圏 (C↓C) の部分圏である。(C↓C) は関手圏 C2, すなわち C の射の圏でもある。
滑らかなベクトル束の圏は小さい圏の圏 Cat の滑らかな多様体の圏上の束対象である。各多様体をその接束に送る関手はこの束対象の断面の例である。